# 萨巴栋多·策仁道尔吉
萨巴栋多·策仁道尔吉（1872年—1937年），喀尔喀蒙古人，第十七世（计追认）洞阔尔满珠习礼活佛，藏传佛教学者，曾任蒙古總理。

## 生平
1872年，有关洞阔尔满珠习礼活佛的转世灵童寻访工作会议在土谢图汗部会盟所在地举行，首先由商卓特巴下令开始寻访工作。因为洞阔尔满珠习礼呼图克图是在清朝理藩院注册的呼图克图，故当时命令外扎萨克喀尔喀蒙古各盟旗开始寻找转世灵童。当时，土谢图汗、罗布桑巴扎日王、其木德道尔吉公、扎萨克额日格金图得布高朝格、额仁钦道尔吉公等一度均回复公文称未找到转世灵童，但后来还是找到了转世灵童。
策仁道尔吉于1872年冬天生于賽音諾顏部中左末旗的萨巴栋多（Самбадондог）家。5岁时，被认定为洞阔尔满珠习礼活佛的转世灵童。1880年，策仁道尔吉于福祈寺坐床。受戒时，起法名为“鲁布桑巴尔达齐勒图额木齐勒多尔济”（Лувсанбалданчүлтэмцэрэндорж）。16岁时，策仁道尔吉自库伦的「曾德扎仓」（Цанид дацан）毕业，开始在「达希绰林皮勒扎仓」（Дашчойнпэл дацан）学习。在扎仓，他获得了格西学位。1911年，他参加了外蒙古争取独立的斗争，但大蒙古国成立后，他疏远了公共事务。
……他邀请我到位于博克达汗山南坡上的他的寺庙访问他，此山距离库伦15英里，寺庙和库伦在山的两侧。这是一个非常优美的地方，小山上树木丛生，寺院中养着许多鹿。在他首先邀请后，由于俗世事务的牵累，我还一次也没有去过那里。远近的朝圣者络绎不绝地前来接受他的祝福。多知的及高级的喇嘛称其为导师。他是一位安静、善良、博学的人。他不断地问我有关世界各地的人类生活的问题。
洞阔尔满珠习礼活佛在清朝被封为“诺门罕”；大蒙古国成立后，策仁道尔吉被封为“呼图克图”，成为该活佛系统中首位被官方正式册封为呼图克图者。1913年8月25日，大蒙古国的文书中称，“因是哲布尊丹巴的老师，没有等级和职位的呼图克图之转世喇嘛，所以赐给他印，称他为有印的呼图克图。”印章上的文字为“掌管爱马克的阿其图诺门汗洞阔尔呼图克图之印”，印章正中有大蒙古国的徽章。1921年3月21日，博克多汗称，“掌管爱马克的阿其图诺门汗满珠习礼洞阔尔呼图克图，你是策仁道尔吉的前世，你的前世在印度、西藏、鄂尔多斯、青海等地转世十二次，在喀尔喀地区转世五次的活佛。大清皇帝赐给你掌管爱马克的阿其图诺门汗之称号，并赐予印章、诏书，授处理库伦宗教学校各种事宜的助理一职。今赐你黄色的缰绳和绿色的马车。”
1921年2月，在库伦之战结束了中国军队占领库伦之前，恩琴的亞洲騎兵師将被中国军队软禁的八世哲布尊丹巴转移至福祈寺。资料表明，在一段日子里，博克多汗和策仁道尔吉一起谈论了有关新政府的事宜，并可能谈及策仁道尔吉加入新政府。
在复位之后，1921年，博克多汗首先任命扎勒堪扎呼图克图索德诺木·达木丁巴扎尔为首席大臣。但过了一段时间，博克多汗希望一位重量级政治人物镇守蒙古西部地区，故博克多汗改任索德诺木·达木丁巴扎尔为西部地区的统治者，并任命策仁道尔吉代理首席大臣。在赴乌里雅苏台之前，达木丁巴扎尔将首席大臣印信交给了策仁道尔吉。因此，自这时起至蒙古人民军攻占库伦，策仁道尔吉担任代理首席大臣。
在蒙古人民党掌权后的1921年7月，策仁道尔吉被免职，并回到其寺院。1922年，策仁道尔吉支持了策仁皮勒（Бичээч гүн Цэрэнпил）秘密使团，向日本天皇传递消息称，佛教受到新政权的打压，以及恩琴所给以的好处。1930年，策仁道尔吉和扎木斯朗扎布·嘎拉桑達西被指控策划反政府阴谋，策仁道尔吉被判处10年有期徒刑。在监狱服刑期间，1937年，策仁道尔吉被指控为永宗堪布（Ёнзонхамба）领导的亲日本“中央反革命集团”成员，随之于同年和其他18人一起被宣判死刑，并被处决。

## 纪念
在蒙古人民共和国时期，策仁道尔吉因为后来被处决，故其担任内阁总理大臣的事迹被历史学家忽视，历史学家们将重点放在恰克图的人民政府。
在库伦之战90周年之际，2011年2月3日，正值白月，蒙古科学院科学委员会向蒙古国政府提出请求，认为自1992年起在国家宫陈列的蒙古历任总理画像中添加策仁道尔吉是不对的。该提议引发了激烈争论。如果挂上策仁道尔吉的画像，那么也应该挂上担任总理很短时间的尼亚姆奥索尔·图雅（1999年代理总理）以及诺罗布·阿勒坦呼亚格（2009年代理总理）的画像。由此可见，策仁道尔吉在蒙古政府中的历史地位仍存在争论。
在20世纪，一位出生于1998年名叫策本道尔吉（Цэвээндорж）的男孩被认定为新一世洞阔尔满珠习礼活佛。2009年在第九世哲布尊丹巴呼图克图访问乌兰巴托时，该男孩坐床成为洞阔尔满珠习礼呼图克图。